# Sophie, die Giraffe

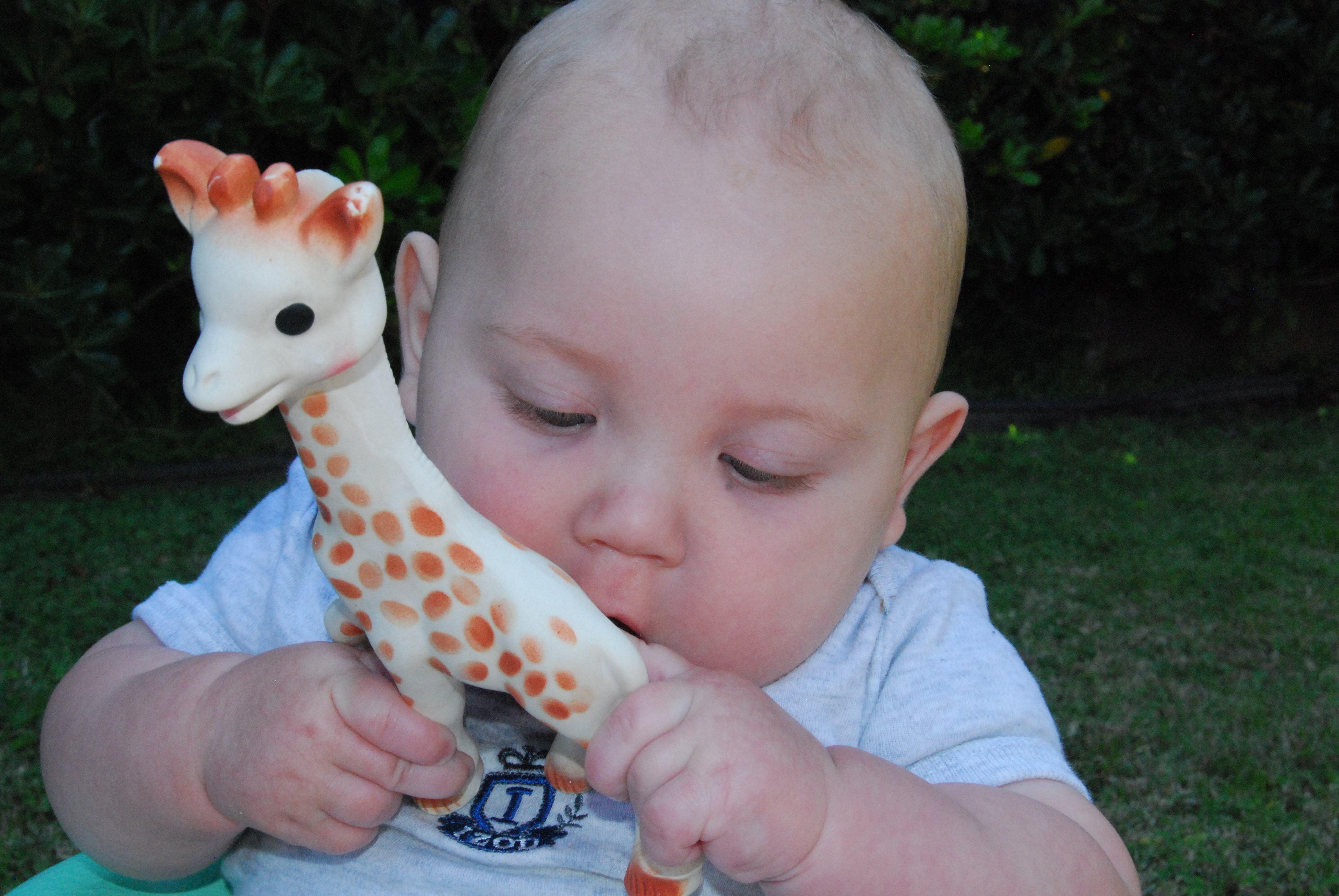
Sophie, die Giraffe, im multisensorischen Einsatz

Sophie, die Giraffe (französisch Sophie la girafe) ist ein im Jahr 1961 von der Société Delacoste geschaffenes Spielzeug für Kleinkinder. Delacoste war Erbe der Société Derolland, die seit 1862 in Asnières-sur-Oise Tierfiguren aus Gummi fertigte. Sophie wurde zu einem Kultobjekt in Frankreich. Sie wird heute von der Firma Vulli in Rumilly in Hochsavoyen produziert, einer Firma, die das Unternehmen im Jahr 1981 kaufte, bevor Delacoste seine Produktion in den frühen 1990er-Jahren verlagerte.

## Geschichte
Laut Angaben des Herstellers wurde dieses Spielzeug von einem gewissen M. Rampeau entworfen, einem Spezialisten in der Verarbeitung von Naturkautschuk. Verschiedene Quellen besagen, dass das Unternehmen Delacoste bereits 1959 versucht hatte, eine erste 46 cm große Giraffe namens Zoë auf den Markt zu bringen. Der kommerzielle Erfolg  stellte sich erst ab der „Taufe“  von Sophie am 25. Mai 1961 ein. Mit dem Erfolg von Sophie versuchten die Hersteller neue Erfolge mit den Versionen Mona und Cleo, jeweils 22 und 31 cm groß, aber hatten damit weniger Erfolg.
1981 hatte das Unternehmen Vulli Delacoste gekauft und unterhielt Produktionsstätten in der Region Paris, bevor sie 1991 nach Rumilly umzogen. Die Schließung der alten Produktionsstätte im Jahr 1993 ging nicht ohne Probleme bei der Beseitigung von Umweltverschmutzung vonstatten.
2001 war die Zahl von zehn Millionen verkauften Exemplaren erreicht. 2010 verließ die 50-millionste Sophie die Fertigung. 2009 wurde das Spielzeug mit 800.000 Exemplaren hauptsächlich in Frankreich, aber darüber hinaus in 40 Ländern verkauft.
Die Giraffe aus Naturkautschuk-Gummi ist weich, 18 cm hoch, gefleckt schwarz und braun, hohl, mit einer Pfeife im Inneren, die ein charakteristisches Quietschen erzeugt. Sie ist für das ein paar Monate alte Kleinkind bestimmt und unterstützt verschiedene Aspekte seiner Entwicklung. Das Modell hat sich in seinem Aussehen seit seiner Erfindung kaum verändert.
Das Spielzeug fordert nach Aussage des Herstellers alle Sinne des Babys: den Blick mit seinen kontrastierenden Farben, den Tastsinn mit seinen reliefierten Partien (es ist dank seiner Größe und Form einfach zu greifen), das Artikulieren von Lauten mit seiner Pfeife, aber auch Geruch und Geschmack, dank des 100 % reinen Naturkautschuks. Die verwendeten Farben entsprächen qualitativ hochwertigen Lebensmittelfarben, so dass auf dem Spielzeug selbst gefahrlos herumgekaut werden könne.

## Kritik
Nicht nur die französische Verbraucherzeitschrift Que Choisir hatte in einem Test nitrosierbare Amine gefunden, die die deutschen Grenzwerte überschreiten, auch die Zeitschrift Öko-Test berichtete in der Ausgabe November 2011, dass das Spielzeug wegen einer Überschreitung von Grenzwerten für nitrosierbare Stoffe in Deutschland nicht verkehrsfähig sei. Nitrosierbare Amine sind besonders gefährlich, weil sie sich in krebserregende Nitrosamine umwandeln können. Dieser Bericht wurde der Zeitschrift im Wege einer einstweiligen Verfügung vom Landgericht Berlin untersagt. Am 17. Januar 2012 hob das Landgericht Berlin die zuvor von ihm selbst erlassene einstweilige Verfügung wieder auf. Öko-Test darf nun wieder sagen: „Sophie la Girafe: nicht verkehrsfähig“. Der Hersteller Vulli wies zwar in einer Pressemitteilung auf Testergebnisse anderer Institute hin, die die Einhaltung aller Grenzwerte belegen. Vor Gericht waren die Messwerte allerdings ohnehin nicht strittig. So erklärte Vulli in einer ersten Reaktion auf den Test, man habe Sophie „zuletzt im Juli 2011 überprüfen lassen“. Dabei seien um „0,5 mg/kg für nitrosierbare Substanzen“ festgestellt worden. „Diese Ergebnisse decken sich auch mit den Testergebnissen von Öko-Test“, so Vulli weiter. Öko-Test hat „(…) 0,781 mg/kg nitrosierbare Substanzen“ gefunden.
Strittig war lediglich die Frage, ob die deutsche Bedarfsgegenständeverordnung anzuwenden ist, die für lösbare nitrosierbare Amine einen Grenzwert von 0,1 Milligramm pro Kilogramm festlegt (womit ÖKO-TEST im Recht ist), oder der Anhang II Teil III der EU-Spielzeugrichtlinie, die mit 1 Milligramm pro Kilogramm einen zehnmal so hohen Wert erlaubt, womit Vulli Recht hätte. Hintergrund ist ein von der Bundesregierung eingeleitetes sogenanntes Notifizierungsverfahren, das zum Ziel hat, trotz der weniger strengen EU-Spielzeugrichtlinie in Deutschland die strengeren Grenzwerte anwenden zu können. Erst mit Beschluss vom 1. März 2012 (C (2012) 1348 final) gab die EU-Kommission diesem Antrag statt. Bis dahin entfaltete der Antrag der Bundesregierung keine Wirkung.
Ab Dezember 2011 stellte Vulli das Herstellungsverfahren der Sophies so um, dass die strengeren deutschen Grenzwerte sicher eingehalten werden. Für die beiden im Dezember 2011 und März 2012 an den deutschen Handel ausgelieferten Produktionschargen wird dies durch unabhängige Untersuchungslabors und behördliche Probenentnahmen bestätigt. Nachdem im März 2012 festgestellt worden war, dass noch Exemplare aus älterer Produktion im Handel erhältlich waren, untersuchte das Chemische und Veterinäruntersuchungsamt Stuttgart (CVUA) diese älteren Produkte. Der erste Test ergab eine Überschreitung des für die Herstellung in Deutschland geltenden Grenzwerts um das ca. 18-fache. Dieser Wert hätte sogar die Grenzwerte nach der EU-Richtlinie überschritten. Bei der Untersuchung der Gegenprobe durch ein unabhängiges Untersuchungslabor konnte diese Überschreitung jedoch nicht bestätigt werden.
Im Mai 2012 entschlossen sich der Hersteller Vulli bzw. der deutsche Vertrieb, die Berliner Firma Elements for Kids (EFK) sämtliche vor dem 20. Dezember 2011 an den Handel ausgelieferten Produkte freiwillig zurückzurufen. Diese Produkte können dort, wo sie gekauft wurden, gegen Exemplare aus aktueller Produktion umgetauscht werden. Das Umtauschangebot erfasst neben Sophie la Girafe auch die ähnlichen von Vulli hergestellten Produkte: Der So'Pure Beißring, die große Sophie und Sophies Freunde Chan, Pie und Gnon.